# Niente velo per Jasira
Niente velo per Jasira (Towelhead-Nothing Is Private) è un film del 2007 scritto, co-prodotto e diretto da Alan Ball, suo esordio alla regia. La trama è basata sul romanzo Beduina di Alicia Erian, edito in Italia da Adelphi.

## Trama
Durante la Guerra del Golfo la tredicenne Jasira, nata da padre libanese e da madre irlandese, sta entrando nel delicato periodo dell'adolescenza. Jasira vive a Syracuse, nello stato di New York, assieme alla madre Gail. Quando il compagno della donna aiuta Jasira a depilarsi il pelo pubico, la madre, preoccupata, manda la figlia a vivere con il rigido e prepotente padre, Rifat, residente a Houston, in Texas. Jasira si ritrova sola in un ambiente ostile, dovendo sottostare alla mentalità tradizionalista e burbera del padre e diventando l'obiettivo di attacchi di razzismo e ipocrisia. Jasira diventa la baby sitter di Zack, bambino capriccioso e viziato che non esita a prenderla in giro per la sua diversità etnica. Nel frattempo, nel suo percorso adolescenziale inizia la scoperta della propria sessualità.
Il padre di Zack, Travis Vuoso, dimostra verso Jasira un marcato interesse. Quando Vuoso sorprende Jasira mentre sfoglia riviste semi-pornografiche in compagnia del figlio, la ragazza gli chiede in maniera innocente di poterle consultare. In seguito, l'uomo si reca da Jasira mentre questa si trova sola in casa per portarle le riviste; Vuoso abusa della ragazza, praticando petting senza il consenso di lei e provocando la sua deflorazione. Vuoso si mostra quindi pentito e spaventato. Jasira non rivela a nessuno l'accaduto e stringe amicizia con il compagno di scuola Thomas Bradley, iniziando con questi una relazione sentimentale che poi diventerà anche sessuale.
Geloso di Jasira, Vuoso si ripresenta a casa sua dichiarando falsamente la sua prossima partenza in guerra e riesce a ottenere un rapporto sessuale con lei. Rifat non approva la relazione della figlia con un ragazzo di colore e dà in escandescenze quando scopre le sue riviste per adulti. La ragazza si rifugia così dalla sua vicina di casa, Melina, che insieme al marito Gil la ospita per alcuni giorni; la coppia si dimostra affettuosa e comprensiva verso Jasira. In visita alla figlia Rifat scopre la relazione sessuale in corso con Thomas, e allora Jasira rivela le violenze subìte da Vuoso, che a breve viene arrestato ma rilasciato su cauzione il giorno successivo.
Thomas parla con Jasira degli abusi subìti e afferma di non voler più fare sesso con lei, ma la ragazza insiste nel voler proseguire la relazione. Jasira parla con Vuoso (lei gli restituisce il gatto accidentalmente investito da suo padre, mentre lui si mostra pentito delle sue azioni e le assicura che lei non ha colpe), e quando Melina li vede accorre per interrompere la conversazione, ma inciampa e cade a terra, il che la fa entrare in travaglio. All'ospedale Jasira assiste al travaglio e al parto di Melina (dalla quale Rifat le ha infine permesso di rimanere), che dà alla luce una bambina, evento di speranza per la sua stessa vita futura.

## Controversie
Il film è stato presentato in anteprima al Toronto International Film Festival l'8 settembre 2007 con il titolo Nothing Is Private, in seguito cambiato in Towelhead (letteralmente «testa di turbante»). Il termine viene usato negli Stati Uniti in modo dispregiativo per indicare le persone di origine araba. Alcuni gruppi anti-diffamazione mediorientale hanno manifestato il loro disaccordo per il titolo del film, ritenuto fuorviante, visto che l'obiettivo principale del film è di natura sessuale e non incentrato sul tema del razzismo.

## Colonna sonora
La colonna sonora, firmata da Thomas Newman, è stata pubblicata dall'etichetta Lakeshore Records il 9 settembre 2008.
1. Nothing Is Private - 0:40
2. Snow Queen - 1:09
3. Jazira Maroun (End Title) - 3:48
4. Vuoso - 1:03
5. Rifat Maroun - 2:00
6. Glamour Shots - 0:59
7. Rain & Good Weather - 1:33
8. Towelhead - 2:51

## Distribuzione italiana
Il film è stato distribuito in Italia da Videa-CDE a partire dal 17 luglio 2009. Il doppiaggio è stato effettuato presso la Shark Film e diretto da Giorgio Lopez su dialoghi di Roberta Manzi.

## Accoglienza
Sull'aggregatore Rotten Tomatoes il film riceve il 49% delle recensioni professionali positive con un voto medio di 5,36/10 basato su 114 recensioni, mentre su Metacritic ottiene un punteggio di 57/100 basato su 32 critiche, corrispondente a «recensioni miste o medie».
Roger Ebert ha dato al film due stelle su quattro, apprezzando la recitazione degli attori ma criticando il tono della storia, affermando che «Ball sembra semplicemente dimenarsi in una trama troppo trasgressiva per le sue capacità».

## Riconoscimenti
- 2008 - Festival del cinema americano di Deauville[10]
  - Candidatura al Gran Prix per il miglior film ad Alan Ball
- 2008 - Women Film Critics Circle[11]
  - Personaggio maschile più offensivo (Travis Vuoso) ad Aaron Eckhart
- 2009 - Independent Spirit Awards[12]
  - Candidatura alla miglior attrice protagonista a Summer Bishil